# Les Pennes-Mirabeau
Les Pennes-Mirabeau é uma comuna francesa na região administrativa da Provença-Alpes-Costa Azul, no departamento de Bouches-du-Rhône. Estende-se por uma área de 33,66 km². Em 2010 a comuna tinha 21 702 habitantes (densidade: 644,7 hab./km²).